# Melospiza
Melospiza (лат.) — род воробьиных птиц из семейства Passerellidae, ранее включался в семейство овсянковых.

## Классификация
В род включают 3 вида:
- Melospiza georgiana — Болотная зонотрихия[2]
- Melospiza lincolnii — Зонотрихия Линкольна
- Melospiza melodia — Певчая овсянка, или певчая зонотрихия

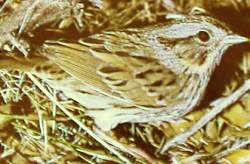
Зонотрихия Линкольна
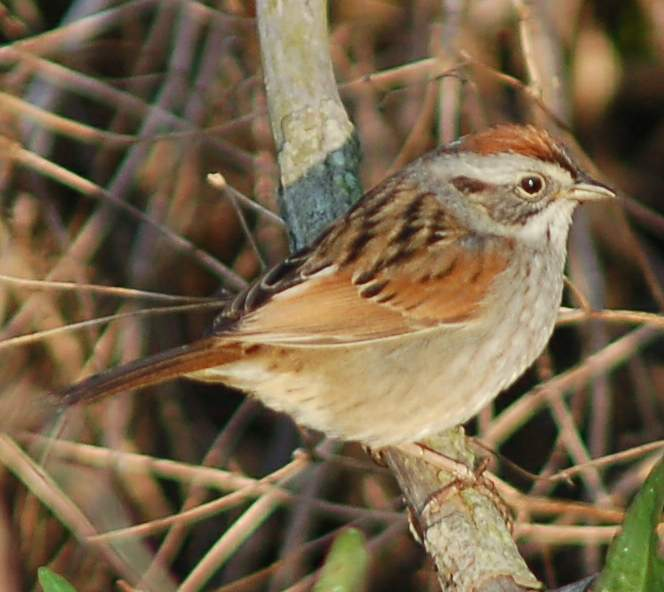
Болотная зонотрихия